# Luigi Piotti
Pas d'image ? Cliquez ici
Luigi Piotti (né le 27 octobre 1913 à Milan, mort le 19 avril 1971 à Godiasco), était un pilote de voitures de sport et de Formule 1 italien. 

## Biographie
Sa carrière en course s'étale tout au long des années 1950.
Arès avoir fini troisième des 12 Heures de Pescara en 1952, il remporte le Circuito di Reggio Calabria en 1953 et 1954, les 12 Heures de Hyères en 1954 avec le français Maurice Trintignant sur Ferrari 250 Monza, et le dernier Grand Prix de Tunisie organisé en 1955, sur Ferrari 750 Monza (en SportsCars). Son ultime victoire absolue arrive en 1957 à l'occasion du Trofeo Vigorelli Monza, sur Maserati 300S, après une deuxième place la saison précédente à bord d'un modèle 250F de la marque lors du Prix de Paris. La même saison 1957, en janvier, il est le seul pilote avec l'argentin Roberto Bonomi à obtenir un classement pour la puissante Maserati 350S, une cinquième place lors des 1 000 kilomètres de Buenos Aires.
Il participe à huit Grands Prix du championnat du monde de Formule 1, mais il ne marque aucun point.

## Résultats en championnat du monde de Formule 1
| Saison | Écurie          | Châssis       | Moteur              | Pneus   | GP disputés | Points inscrits | Classement |
| ------ | --------------- | ------------- | ------------------- | ------- | ----------- | --------------- | ---------- |
| 1956   | L Piotti        | Maserati 250F | Maserati 6 en ligne | Pirelli | 2           | 0               | n.c.       |
| 1957   | L Piotti        | Maserati 250F | Maserati 6 en ligne | Pirelli | 3           | 0               | n.c.       |
| 1958   | OSCA Automobili | OSCA F2       | O.S.C.A. 4 en ligne | Pirelli | 0           | 0               | n.c.       |